# Савичев, Виктор Иванович
Виктор Иванович Савичев (30 декабря 1929, Белгородцев, Северо-Кавказский край — 2012, Заледеево, Красноярский край) — советский работник угольной промышленности, Герой Социалистического Труда.

## Биография
Родился 30 декабря 1929 года в хуторе Белгородцев Каменского района Шахтинско-Донецкого округа Северо-Кавказского края, ныне Каменского района Ростовской области.
В годы войны семья Савичевых пережила голод и ужасы немецкой оккупации. После войны работал в колхозе.
В октябре 1949 года Виктор Савичев был призван в армию. Служил разведчиком наземной артиллерии, в армии выучился на командира отделения артчасти. Службу закончил в ноябре 1952 года в звании младшего сержанта, командира отделения разведки наземного артиллерийского отделения.
В тресте «Шахтуголь» работал с января 1953 года. Начинал свой, более чем тридцатилетний шахтёрский стаж, в качестве уборщика породы очистного забоя шахты № 13, затем был врубмашинистом на этой же шахте, позже — подземным горнорабочим очистного забоя шахты «Центрально-Восточная». В общей сложности, как говорит он сам, «более 30 лет на коленях в шахте провёл». В 1959 году Савичев возглавил бригаду.
После выхода на пенсию переехал в Красноярский край. В 2009 году жил в деревне Зеледеево Кежемского района, болел сахарным диабетом.

### Семья
- Первая жена — Екатерина Михайловна, с которой прожили в любви и согласии почти 48 лет, воспитав троих сыновей.
- Овдовев, Савичев женился на Нине Григорьевне, уроженке Мордовии.

## Награды
- Указом Президиума Верховного Совета СССР в 1971 году за успехи в восьмой пятилетке бригадиру рабочих очистного забоя шахты «Центральная-Восточная» Лиховского шахтоуправления треста «Шахтуголь», Виктору Савичеву было присвоено звание Героя Социалистического Труда с вручением ордена Ленина и золотой медали «Серп и Молот».
- Также награждён медалями, в 1967 году было присвоено звание «Заслуженный шахтёр РСФСР», в 1970 году — звание Ударника коммунистического труда.